# ワンス・アポン・ア・タイム (season 2)
アメリカのファンタジー・テレビドラマ、『ワンス・アポン・ア・タイム』の第2シーズンは2012年5月10日に制作発表された。初回は2012年9月30日で、最終回は2013年5月12日。
第2シーズンはルンペルシュティルツキン/ゴールドがストーリーブルックに魔法をもたらしたところから始まる。現実世界とおとぎの世界のこじれた運命をほどくことで、新たな脅威が訪れる。さらに、ルンペルシュティルツキンは彼の息子（ヘンリーの父と判明する）を招き入れる。同時に、グレッグ・メンデルとタマラがストーリーブルックにやってくる。彼らの目的は魔法そして町そのものを消滅させることであった。彼らは結果的に企みに失敗するが、ヘンリーをさらいネバーランドのピーター・パンの元へ行ってしまう。メインキャラクターたちがそのあとを追い、Season 3へと話が繋がっていくことになる。今シーズンからの新しいキャラクターはベルファイア（ルンペルシュティルツキンの息子）/ニール・キャシディ(ヘンリーの父親)、キャプテン・キリアン・ジョーンズ（フック船長）、オーロラ姫、ムーラン、フィリップ王子、ロビン・フッド、ダーリング兄弟。

## キャスト

### レギュラー
- ジニファー・グッドウィン - 白雪姫 / メアリー・マーガレット・ブランチャード
- ジェニファー・モリソン - エマ・スワン
- ラナ・パリラ - 悪い女王 / レジーナ・ミルズ
- ジョシュ・ダラス - チャーミング王子 / デヴィッド・ノーラン
- エミリー・デ・レイヴィン - ベル
- コリン・オドナヒュー - キリアン・ジョーンズ船長 (通称” フック”)
- ジャレッド・S・ギルモア - ヘンリー・ミルズ
- ミーガン・オリー - 赤ずきん / ルビー
- ロバート・カーライル - ルンペルシュティルツキン / ミスター・ゴールド

### リカーリング
- リー・アレンバーグ - グランピー / リロイ
- マイケル・レイモンド＝ジェームズ - ベルファイア / ニール・キャシディ
- ビヴァリー・エリオット - ルーカス未亡人 / おばあちゃん
- バーバラ・ハーシー - コーラ/ハートの女王
- ジェフェリー・ケーサー - ドーピー
- マイケル・コールマン - ハッピー
- ミグ・マケリオ - バッシュフル
- ファスティーノ・ディ・バーダイ - スリーピー / ウォルター
- デビッド・ポール・グローブ - ドック
- サラ・ボルジャー - オーロラ姫
- イーサン・エンブリー - グレッグ・メンデル
- ジェイミー・チャン - ムーラン
- キーガン・コナー・トレイシー - ブルー・フェアリー / マザー・スペリアー
- ラファエル・スバージ - ジミニー・クリケット / アーチー・ホッパー
- ソネクア・マーティン＝グリーン - タマラ
- デイヴィッド・アンダース - ヴィクター・フランケンシュタイン博士 / ホエール医師
- ゲイブ・コース - スニージー / トム・クラーク
- トニー・アメンドーラ - ゼペット / マルコ
- クリス・ゴージェ - ウィリアム・スミー
- アラン・デイル - ジョージ王/アルバート・スペンサー
- ホルヘ・ガルシア - アントン
- セバスチャン・スタン - マッド・ハッター / ジェファーソン
- ジュリアン・モリス - フィリップ王子

### ゲスト
- ベイリー・マディソン - 白雪（子供）
- レイチェル・シェリー - ミラ
- アイオン・ベイリー - オーガスト・ブース（第6話、第18話）[1][2]
- トニー・ペレス - ヘンリー
- ダイアン・シュミッド - ベルファイア（子供）
- ジェイミー・ドーナン - ハンツマン/グラハム
- トム・エリス - ロビン・フッド
- フレイヤ・ティングレイ - ウェンディ・ダーリング
- パーカー・クロフト - フェリックス
- ガブリエル・ローズ - ルース
- エリック・キーンレイサイド - モー・フレンチ / モーリス
- ノア・ビーン - ダニエル（第5話）[3]
- ローズ・マッゴーワン - コーラ（若い頃）（第16話）[4]
- シンカ・ウォールズ - ランスロット
- アナベス・ギッシュ - アニタ（第7話）[5]
- ベン・ホーリングスワース - クイン
- グレゴリー・イッツェン - アルフォンス・フランケンシュタイン（第12話）[6][7]
- チャド・マイケル・コリンズ - ジハード・フランケンシュタイン（第12話）[8][9]
- キャシディ・フリーマン - ジャック
- リスレイ・ニコル - ジョアンナ（第15話）[10]
- レナ・ソファ - エヴァ王妃(第15話)[10]
- ジョアキム・デ・アルメイダ - ザビエル王
- ジョン・パイパー＝ファーガソン - カート・フリン（第17話）[11]
- ベンジャミン・ストックハム - オーウェン・フリン（子供）（第17話）[12]
- ツィ・マ - ドラゴン

## エピソード
| 通算 | No. | エピソード名 （原題）                                     | 監督                           | 脚本                                                | 放送日         | 視聴者数 （万人） |
| ---- | --- | --------------------------------------------------------- | ------------------------------ | --------------------------------------------------- | -------------- | ----------------- |
| 23   | 1   | "破れた呪い" "Broken"                                     | ラルフ・ヘメッカー             | エドワード・キッツィス & アダム・ホロウィッツ       | 2012年9月30日  | 1136              |
| 24   | 2   | "町の境界線" "We Are Both"                                | ディーン・ホワイト             | ジェーン・エスペンソン                              | 2012年10月7日  | 984               |
| 25   | 3   | "湖の淑女" "Lady of the Lake"                             | ミラン・チェイロフ             | アンドリュー・チャンブリス & イアン・ゴールドバーグ | 2012年10月14日 | 945               |
| 26   | 4   | "ワニと呼ばれた男" "The Crocodile"                        | デヴィッド・ソロモン           | デヴィッド・H・グッドマン & ロバート・ハル          | 2012年10月21日 | 989               |
| 27   | 5   | "ホエールの正体" "The Doctor"                             | ポール・エドワーズ             | エドワード・キッツィス & アダム・ホロウィッツ       | 2012年10月28日 | 985               |
| 28   | 6   | "ドリームキャッチャー" "Tallahassee"                      | デヴィッド・M・バレット        | クリスティン・ボイラン & ジェーン・エスペンソン     | 2012年11月4日  | 1015              |
| 29   | 7   | "オオカミの夜" "Child of the Moon"                        | アンソニー・ヘミングウェイ     | イアン・ゴールドバーグ & アンドリュー・チャンブリス | 2012年11月11日 | 875               |
| 30   | 8   | "眠りの呪い" "Into the Deep"                              | ロン・アンダーウッド           | カリンダ・ヴァスケス & ダニエル・T・トムセン        | 2012年11月25日 | 882               |
| 31   | 9   | "ハートの女王" "Queen of Hearts"                          | ラルフ・ヘメッカー             | エドワード・キッツィス & アダム・ホロウィッツ       | 2012年12月2日  | 910               |
| 32   | 10  | "コオロギは鳴く" "The Cricket Game"                       | ディーン・ホワイト             | デヴィッド・H・グッドマン & ロバート・ハル          | 2013年1月6日   | 910               |
| 33   | 11  | "町への侵入者" "The Outsider"                             | デヴィッド・ソロモン           | アンドリュー・チャンブリス & イアン・ゴールドバーグ | 2013年1月13日  | 824               |
| 34   | 12  | "フランケンシュタインの苦悩" "In the Name of the Brother" | ミラン・チェイロフ             | ジェーン・エスペンソン                              | 2013年1月20日  | 768               |
| 35   | 13  | "巨人の復讐" "Tiny"                                       | ガイ・ファーランド             | クリスティン・ボイラン & カリンダ・ヴァスケス       | 2013年2月10日  | 708               |
| 36   | 14  | "再会の街" "Manhattan"                                    | ディーン・ホワイト             | エドワード・キッツィス & アダム・ホロウィッツ       | 2013年2月17日  | 761               |
| 37   | 15  | "死の真相" "The Queen Is Dead"                            | グウィネス・ホーダー＝ペイトン | ダニエル・T・トムセン & デヴィッド・H・グッドマン   | 2013年3月3日   | 739               |
| 38   | 16  | "粉ひきの娘" "The Miller's Daughter"                      | ラルフ・ヘメッカー             | ジェーン・エスペンソン                              | 2013年3月10日  | 764               |
| 39   | 17  | "ストーリーブルックへようこそ" "Welcome to Storybrooke"   | デヴィッド・M・バレット        | イアン・ゴールドバーグ & アンドリュー・チャンブリス | 2013年3月17日  | 745               |
| 40   | 18  | "オーガストの旅" "Selfless, Brave and True"               | ラルフ・ヘメッカー             | ロバート・ハル & カリンダ・ヴァスケス               | 2013年3月24日  | 738               |
| 41   | 19  | "もう一つの顔" "Lacey"                                    | ミラン・チェイロフ             | エドワード・キッツィス & アダム・ホロウィッツ       | 2013年4月21日  | 737               |
| 42   | 20  | "悪い女王" "The Evil Queen"                               | グウィネス・ホーダー＝ペイトン | ジェーン・エスペンソン & クリスティン・ボイラン     | 2013年4月28日  | 716               |
| 43   | 21  | "ネバーランドから来る影" "Second Star to the Right"       | ラルフ・ヘメッカー             | アンドリュー・チャンブリス & イアン・ゴールドバーグ | 2013年5月5日   | 750               |
| 44   | 22  | "フックとベルファイア" "And Straight On 'til Morning"     | ディーン・ホワイト             | エドワード・キッツィス & アダム・ホロウィッツ       | 2013年5月12日  | 733               |

## 製作

### 製作段階
2012年5月10日、ABCはワンス・アポン・ア・タイムの第2シーズンへの更新を発表した。初回は2012年9月30日。
アダム・ホロウィッツとエドワード・キッツィスは第1シーズンの反響について「私たちが知っている通り、魔法には必ず代償が伴う。私たちは今まで魔法のなかった世界にそれをもたらした。それにより予期せぬ結果がもたらされる。今シーズンではすべてのキャラクターに影響がおよぶ。」と話した。ストーリーブルックの住人たちの記憶が戻ったことについてホロウィッツは「私たちにとって楽しみなことは、記憶が戻ったということが28年間に起こったことが元に戻るというわけではないこと。デヴィッドの、メアリー・マーガレトの、そしてゴールドのすべての人々の記憶そして実際に起こったこと、実際にあるものと向き合わなければならない。」と話した。物語はストーリーブルックとおとぎの世界を交差させながら進んでいくが、シーズン１とは少し異なっている。違う形の物語がシーズンの途中で現れるということが明かされた。

### キャスティング
2012年6月、シーズン1のリカーリング女優であったミーガン・オリー（赤ずきん/ルビー）とエミリー・デ・レイヴィン（ベル/レイシー)がともに今シーズンでレギュラーになることが報じられた。2012年7月、ジュリアン・モリスがフィリップ王子を、シンカ・ウォールズがランスロットを演じることが明かされた。また、サラ・ボルジャーがオーロラ姫を、ジェイミー・チャンがムーランを演じることも明かされた。2012年8月3日、コリン・オドナヒューがキリアン・ジョーンズ船長 (通称” フック”) 役でリカーリングキャストとしてキャスティングされた。オドナヒューはシーズン後半でレギュラーキャストとなった。同じ日、マイケル・レイモンド＝ジェームズが役名不明でリカーリングキャストとしてキャスティングされたことが報じられた。後に役名は、ニール・キャシディ（ルンペルシュティルツキンの息子・ベルファイア、エマの元彼、ヘンリーの父）であることが判明した。ホルヘ・ガルシアがアントン役でキャスティングされた。元々１エピソードのみの出演予定であったが、後に複数のエピソードに登場することになる。ジミニー・クリケット役のラファエル・スバージは今シーズンリカーリングキャストとなる。レイチェル・シェリーがルンペルシュティルツキンの妻・ミラを演じる。クリス・ゴージェがウィリアム・スミー役でリカーリングキャストとなる。2012年10月、イーサン・エンブリーが正体不明の訪問者としてリカーリングキャストとなる。トニー・ペレスがヘンリー王子、アラン・デイルがジョージ王/アルバート・スペンサーとして複数の話に登場する。シーズン１に出演していたジェイミー・ドーナンがグラハム役で登場する。
シーズン１に引き続きセバスチャン・スタンがマッド・ハッター / ジェファーソン役でリカーリングキャストとして出演する。キャプテン・アメリカ/ウィンター・ソルジャーなどの撮影によりセバスチャンが今作を離れることが報じられた。スピンオフでの出演が検討されていることも報じられた。しかしながら、それはかなわなかった。2013年には登場することがないとこが明らかになった。